# دارتموث
دارتموث هي بلدة، في كندا، تقع في هاليفاكس، بلغ عدد سكانها 89,163 نسمة وذلك حسب إحصائيات سنة 2011، تبلغ مساحتها 58.57 كيلومتر مربع.

## أعلام
- جايسون فيرث
- توماس جون بنتلي
- ماثيو اولبرايت
- كيفن ميرفي
- غوردون إل. إس. هارت
- أوستين ويليس
- جون سافاج
- أندرو راسيل